# Colpodaspis
Colpodaspis is een geslacht van weekdieren uit de klasse van de Gastropoda (slakken).

## Soorten
- Colpodaspis pusilla M. Sars, 1870
- Colpodaspis thompsoni G. H. Brown, 1979